# Lecanodiaspis brachystegiae
Lecanodiaspis brachystegiae är en insektsart som först beskrevs av Hall 1935.  Lecanodiaspis brachystegiae ingår i släktet Lecanodiaspis och familjen Lecanodiaspididae.
Artens utbredningsområde är Zimbabwe. Inga underarter finns listade i Catalogue of Life.